# Estadio Municipal Alberto Larraguibel Morales
El Estadio Municipal Alberto Larraguibel Morales es un estadio de fútbol ubicado en la ciudad de Angol, Región de la Araucanía (Chile), donde juega de local Malleco Unido, el cual milita en la Tercera División A.
El estadio tiene el nombre en honor del notable jinete angolino Alberto Larraguibel Morales, quien en 1949 batió el récord mundial de salto alto a caballo.
Históricamente ha servido para la localía de Malleco Unido, club de la ciudad de Angol; sin embargo, también ha servido a clubes de la Provincia de Cautín, ya sean Unión Temuco en 2011 y Deportes Temuco en 2014.

## Ubicación
Este recinto está ubicado en la comuna de Angol, capital de la provincia de Malleco, distante a 132 km de Temuco, la capital regional. Pertenece a la municipalidad.

## Características
Su capacidad total es de 4000 personas. Cuenta con dos tribunas, una al sector poniente y otra hacia el oriente en estado regular. Su superficie es de pasto natural y cuenta con reja de seguridad.
En 2011 se terminó la remodelación la cual consta de una tribuna de  estilo butaca y mejoramiento de la cancha e instalación de regado automático.
También sufre una transformación, remodelando dos canchas sintéticas con iluminación eléctrica y a combustión tras la tribuna general, una pantalla Led y una pista atlética de recortán dejándola como Complejo deportivo Alberto Larraguibel Morales.